# Percy Deift
Percy Alec Deift (* 10. September 1945 in Durban) ist ein in Südafrika geborener US-amerikanischer Mathematiker, der sich mit der Spektraltheorie, integrablen System, Zufallsmatrizen und Riemann-Hilbert-Problemen beschäftigt.

## Leben
Deift studierte an der University of Natal in Durban (Südafrika) Chemieingenieurwesen, mit einem Bachelor-Abschluss 1967 und dem Master-Abschluss 1970. Er erwarb zusätzlich den Master-Abschluss in Physik 1971 an der Rhodes University in Südafrika (Grahamstown). Deift promovierte 1976 an der Princeton University bei Barry Simon (Classical scattering theory with a trace condition). Er ist Professor für Mathematik an der New York University und dort seit 1976 am Courant Institute of Mathematical Sciences of New York University.
Deift beschäftigt sich mit Streutheorie (teilweise mit Eugene Trubowitz, auch inverse Streutheorie), Zufallsmatrizen, integrablen Systemen der Dynamik und der statistischen Mechanik (wie das Toda-Gitter) und numerischer linearer Algebra.
1998 erhielt er den George-Pólya-Preis. 2009 hielt er die Gibbs Lecture (Integrable systems- a modern view) und 2018 erhielt er den Henri-Poincaré-Preis. 1999/2000 war er Guggenheim Fellow. 2006 war er Invited Speaker (Plenarvortrag) auf dem Internationalen Mathematikerkongress (Universality for mathematical and physical systems). Seit 2003 ist er Mitglied der American Academy of Arts and Sciences und Fellow der American Mathematical Society, seit 2009 der National Academy of Sciences.

## Schriften
- Orthogonal polynomials and random matrices – a Riemann-Hilbert approach, AMS (American Mathematical Society), 2000 (und Courant Institute, 1999)
- mit Trubowitz: Inverse scattering on the line, Communications on pure and applied Mathematics, Bd. 32, 1979, S. 121–251
- mit Richard Beals, C. Tomei: Direct and inverse scattering on the line, AMS, 1988
- mit McLaughlin: Continuum limit of the Toda lattice, AMS, 1998
- mit Li, Tomei: Loop groups, discrete versions of some classical integrable systems, and rank 2 extensions , AMS, 1992